# Tis u Blatna
Tis u Blatna é uma comuna checa localizada na região de Plzeň, distrito de Plzeň-sever.